# Platja del Canadell (Roses)
La platja del Canadell, o cala Canadell és una petita platja verge del municipi de Roses (Alt Empordà) situada a la badia de Jóncols, al cap Norfeu, reserva integral dins del Parc Natural del Cap de Creus. Ubicada entre les cales de Jóncols i Pelosa, a 16 km de la vila de Roses, s'hi accedeix a peu per un corriol. Té 75 m de longitud i està formada per còdols i palets. Des de l'any 2009 gaudeix del certificat ambiental europeu EMAS i de l'internacional ISO 14.001.
Al vessant nord de la cala hi ha l'antic forn de calç del Canadell, que es creu que es construí al segle XVI per a proporcionar el material per a la construcció de la propera Torre de Norfeu.